# Манукянц Михайло Сергійович
Михайло Сергійович Манукянц (2 травня 1909, місто Баку, тепер Азербайджан — 24 квітня 1968, місто Баку) — радянський партійний діяч, 1-й секретар Нагірно-Карабаського обласного комітету КП(б) Азербайджану. Депутат Верховної Ради СРСР 1-го скликання.

## Біографія
Народився в родині робітника нафтових промислів. 
У жовтні 1923 — вересні 1927 року — учень токаря відділу буріння «Азнафти» в місті Баку. У 1924 році вступив до комсомолу.
У вересні 1927 — липні 1933 року — токар-фрезерувальник машинобудівного заводу «Бакинський робітник» в Баку.
Член ВКП(б) з вересня 1928 року.
У липні 1933 — квітні 1935 року — студент Комуністичного університету трудящих Сходу імені Сталіна в Москві.
У травні 1935 — січні 1936 року — секретар партійного комітету машинобудівного заводу «Бакинський робітник» в Баку.
У січні 1936 — жовтні 1937 року — студент Комуністичного університету трудящих Сходу імені Сталіна в Москві, закінчив два курси.
У жовтні 1937 — серпні 1940 року — 1-й секретар Нагірно-Карабаського обласного комітету КП(б) Азербайджану.
З серпня 1940 по липень 1941 року — слухач Вищої школи партійних організаторів при ЦК ВКП(б) в Москві. З липня по вересень 1941 року — слухач курсів удосконалення вищого політичного складу при Військовій академії імені Леніна в Москві.
Учасник німецько-радянської війни. З жовтня 1941 по червень 1943 року — комісар 46-ї стрілецької дивізії 1-ї Ударної армії РСЧА на Західному фронті. У лютому 1942 року поранений у боях під Старою Русою, в лютому 1943 року важко поранений у боях під Ростовом. У червні 1943року — на лікуванні в госпіталі в місті Валдай Новгородської області. З липня 1943 по квітень 1944 року — начальник політичного відділу тилу 61-ї армії на Центральному, Білоруському, 1-му Білоруському фронтах. З квітня 1944 по липень 1945 року — начальник політичного відділу 356-ї стрілецької дивізії на 1-му Білоруському фронті. 
З липня 1945 по травень 1946 року — заступник начальника управління — начальник штабу управління радянської військової адміністрації федеральної землі Тюрингія в окупованій Німеччині. У травні 1946 року демобілізований з Радянської армії.
У серпні 1946 — червні 1948 року — 1-й секретар Нагірно-Карабаського обласного комітету КП(б) Азербайджану.
У серпні 1948 — серпні 1950 року — заступник міністра місцевої промисловості Азербайджанської РСР.
З серпня 1950 по березень 1955 року — начальник цеху, головний механік Бакинського тракторного заводу; директор бази механізації і ремонту на будівництві Мінгечаурського заводу дорожнього машинобудування. У березні — серпні 1955 року — в.о. директора Мінгечаурського заводу дорожнього машинобудування Азербайджанської РСР.
З вересня 1955 року — заступник директора комбінату азбоцемкерамвиробів у місті Баку.
Потім — на пенсії в місті Баку Азербайджанської РСР.

## Звання
- батальйонний комісар
- полковник

## Нагороди
- орден Леніна (27.04.1940)
- два ордени Червоного Прапора
- орден Вітчизняної війни І ст.
- медаль «За оборону Москви»
- медаль «За оборону Кавказу»
- медалі